# El Tretzetàndem
El Tretzetàndem és un mural de 15 metres de llarg a la cruïlla dels carrers del Tajo i de Fulton, al barri d'Horta, Barcelona. Va ser pintat el 2016 per alumnes, exalumnes i professors de l'escola d'art la Nau, en homenatge a Ramon Casas, en el 150è aniversari del seu naixement. Representa la famosa pintura Ramon Casas i Pere Romeu en un tàndem, on darrere de Casas i Romeu pedalegen un grup de personatges vestits d'època: un pastisser, un cambrer, un cuiner, un ferreter... cadascun d'ells apadrinat per una botiga del barri.
El 2017, amb motiu del 50è aniversari de la benzinera d'Horta, situada al costat del mural, la mateixa escola d'art la Nau va pintar un altre mural a la paret lateral de la benzinera, seguint el mateix estil i concepte, i va consolidar un conjunt pictòric.